# 641-es tervszámú tengeralattjáró
A 641-es tervszámú tengeralattjáró (NATO-kódja: Foxtrot osztály) a Szovjetunióban kifejlesztett és gyártott dízel-elektromos tengeralattjáró. Összesen 75 darabot építettek, ebből 17 darabot exportáltak. A Szovjetunió legnagyobb hagyományos meghajtású tengeralattjárói voltak, melyek egy feltöltéssel 16 ezer tengeri mérföld megtételére voltak képesek.

## Története
A leningrádi CKB–18 (később Rubin) tervezőirodában fejlesztették ki az 1950-es évek végén a 611-es tervszámú tengeralattjárók (Zulu osztály) leváltására. A hajó főkonstruktőre kezdetben A. Sz. Jegorov volt, őt később Zoszima Alekszandrovics Gyerbin követte. Ugyanazokra a feladatokra szánták, mint a 611-es típust, vagyis nagy távolságú őrjáratozásra, felderítésre, aknatelepítésre és az ellenséges tengeralattjárók elleni harcra. A hajó a 611-es típus továbbfejlesztett változata, melynél kiküszöbölték az elődtípusra jellemző olyan hátrányos tulajdonságokat mint a szerkezeti gyengeségek és a vibráció, melyek behatárolták a merülési mélységet és a víz alatti sebességet.
Az első egység építését 1957-ben kezdték el és 1958-ban állították szolgálatba. A Szovjetunió az 1960-as évek közepén kezdte módosított változatának (I641 és I641K típus) az exportját. Összesen 75 darabot épített a típusból a leningrádi Admiralitás Hajógyár. A sorozatgyártást 1983-ban fejezték be.
Teljesítményben és harcértékben megfelelt kora más külföldi tengeralattjáróinak, bár zajosabb volt a nyugati tengeralattjáróknál.

## Alkalmazása

A 641-es tervszámú tengeralattjáró jellegrajza

A típus legnagyobb üzemeltetője a szovjet, majd később az orosz haditengerészet volt. Az összesen megépített 75 példányból 58 darabot a szovjet flottánál állítottak szolgálatba. A szovjet hajókat egy kivétellel megöröklő Orosz Haditengerészet a típust az 1995–2000 közötti időszakban kivonta. A Szovjet Haditengerészetnél B hadrendi jelzéssel álltak szolgálatba, nevet csak néhány hajónak adtak. Legnagyobb mennyiségben az Északi Flottánál állt szolgálatban, kb. egy-egy tucat volt a Balti és a Csendes-óceáni Flottánál, de az 1980-as években a már kiöregedő típus megjelent a Fekete-tengeri Flottánál is.
A 641-es típusú hajók jelentős szerepet játszottak a kubai rakétaválságban. A Szovjetunió négy darab 641-es hajót telepített Kubába. Ezek az amerikai feltételezések szerint nukleáris robbanófejjel ellátott torpedókkal voltak felszerelve. Az amerikai haditengerészet mélységi vízibombákat használt a felszínre kényszerítésükhöz, hogy be tudják azonosítani őket. A négy közül három szovjet tengeralattjárót sikerült felszínre kényszeríteni mélységi bombákkal.
A hajó legjelentősebb külföldi üzemeltetője India volt, mely az 1960-as évektől nyolc darabot állított szolgálatba. A nyolc indiai egységből a 2000-es évek elején hetet kivontak, az utolsó egység 2011-ig marad szolgálatban az Indiai Haditengerészetnél.
Líbia az 1970-es évek végétől szerzett be hat darabot a típusból.
Kuba 1979-től kezdődően három egységet üzemeltetett.
Lengyelország 1987-ben és 1988-ban vásárolt két Szovjetunióban használt példányt. Ezek Wilk és Dzik néven álltak hadrendben a Lengyel Haditengerészetnél. 2003-ban mindkét egységet kivonták. 
Ukrajna a szovjet Fekete-tengeri Flotta felosztása során jutott hozzá egy egységhez, az egykori B–435 jelzésű hajóhoz. Az Ukrán Haditengerészetnél U001 Zaporizzsja néven állították szolgálatba, de az 1990-es évek közepétől üzemképtelen volt. A hajó felújítása 2010-re befejeződött, 2013 júliusától ismét szolgálatban állt. A Szevasztopolban állomásozó tengeralattjáró 2014. március 22-én orosz ellenőrzés alá került, de rossz állapota miatt az orosz Fekete-tengeri Flotta nem tart rá igényt. Az U001 Zaporizzsja a 641-es típus utolsó, napjainkban még üzemelő példánya.

## Külső hivatkozások
- Fényképek a 641-es típusú tengeralattjárókról
- A 641-es típusú egységek a Russzkij Poplav oldalán (oroszul)
- Ismertető a FAS.org oldalon (angolul) Archiválva 2016. március 6-i dátummal a Wayback Machine-ben